# Adiantum villosum
Adiantum villosum är en kantbräkenväxtart som beskrevs av Carolus Linnaeus. Adiantum villosum ingår i släktet Adiantum och familjen Pteridaceae. Inga underarter finns listade.